# عباس صادقی (پدرام)
عباس صادقی (۲۹ آذر ۱۳۲۸ – ۲۷ شهریور ۱۳۸۲) با نام هنری پدرام، شاعر و ترانه‌سرای ایرانی بود.

## زندگی
عباس صادقی در ۲۹ آذر ۱۳۲۸ در وردآورد زاده شد. کارش را به صورت جدی از سال ۱۳۴۹ با کمک علیرضا طبایی در قالب مثنوی و رباعی آغاز کرد. از آثار او که در سال‌های نخستین پس از پیروزی انقلاب از پیشروان نامدار غزل نو محسوب می‌شد، می‌توان به مجموعه شعر «غزل خون» (۱۳۵۸) و «با شب نویسی‌ها» و نیز مجموعه شعر «قلندرانه» نام برد.
او شامگاه پنجشنبه ۲۷ شهریور ۱۳۸۲ در کرج درگذشت.
ترانهٔ «طلوع» با صدای سیاوش قمیشی، از اشعار شاعر و ترانه‌سرای ایرانی، پدرام خسروانی است که به‌علت تشابه اسمی به عباس صادقی نسبت داده شده است.

## دفترهای شعر
- غزل خون - ۱۳۵۸
- با شب نویسی‌ها
- قلندرانه - ۱۳۸۲